# Comuna Rozaliivka, Bila Țerkva
Rozaliivka (în ucraineană Розаліївка) este o comună în raionul Bila Țerkva, regiunea Kiev, Ucraina, formată din satele Liudvînivka, Rozaliivka (reședința) și Stepok.

## Demografie
Componența lingvistică a comunei Rozaliivka
     Ucraineană (99,91%)
Conform recensământului din 2001, majoritatea populației comunei Rozaliivka era vorbitoare de ucraineană (99,91%), existând în minoritate și vorbitori de alte limbi.